# Viktor Ujčík
Viktor Ujčík (* 24. Mai 1972 in Jihlava, Tschechoslowakei) ist ein ehemaliger tschechischer Eishockeyspieler und heutiger -trainer, der über viele Jahre für den HC Vítkovice Steel, HC Slavia Prag und HC Železárny Třinec in der tschechischen Extraliga aktiv war. Seine Schwester ist mit Tomas Kucharčík, der ebenfalls Eishockeyprofi ist, verheiratet. Seit November 2019 ist er Cheftrainer beim HC Dukla Jihlava aus der 1. Liga.

## Karriere
Viktor Ujčík stammt aus dem Nachwuchs des HC Dukla Jihlava und debütierte für diesen in der Spielzeit 1990/91 in der höchsten Spielklasse der ČSSR, der 1. Liga. Nachdem das Militär das Sponsoring des einstigen Armeeklubs beendet hatte, hatte Dukla sowohl wirtschaftliche, als auch sportliche Probleme. Daher entschloss sich Ujčík, den Verein zu verlassen. Er wechselte 1995 zum HC Slavia Prag und wurde bei seinem neuen Team mit 45 Toren in 46 Partien in der Spielzeit 1995/96 bester Torschütze der Extraliga. Aufgrund der gezeigten Leistungen wurde er 1996 das erste Mal für eine A-Weltmeisterschaft nominiert, bei der er in acht Spielen fünf Scorerpunkte erzielte.
In der folgenden Spielzeit stagnierte seine Leistung etwas, so dass er sich Mitte der Spielzeit 1997/98 für einen Wechsel zum HC Železárny Třinec entschloss. In den Playoffs 1998 erzielte er in 13 Spielen 18 Scorerpunkte und erreichte mit seiner Mannschaft das Finale. Dort verlor Třinec jedoch mit 0:3 gegen den  HC Petra Vsetín. In den folgenden zwei Jahren spielte Ujčík für Třinec, bevor er Mitte der Spielzeit 2000/01 zu Slavia zurückkehrte. Nach dieser Rückkehr konnte er an seine alte Spielstärke anknüpfen und erreichte in den restlichen 19 Extraligapartien 18 Scorerpunkte. In den Playoffs der gleichen Spielzeit stieß Slavia bis ins Halbfinale vor und Ujčík erzielte er in 11 Spielen acht Tore und acht Assists. Während des NHL Entry Draft 2001 wurde er von den Montréal Canadiens in der neunten Runde an 266. Stelle ausgewählt, spielte aber nie in Nordamerika.
Nach 13 Spielen der Saison 2002/03 wurde Ujčík im Tausch gegen Radek Duda und Ales Krátoška an den HC Keramika Plzeň abgegeben. Während Slavia am Ende der gleichen Spielzeit Tschechischer Meister wurde, wechselte Ujčík ein weiteres Mal den verein und schloss sich dem Stadtrivalen HC Sparta Prag an. Mit Sparta erreichte er in der folgenden Saison das Playoff-Halbfinale, konnte aber nicht an seine alte Leistungsstärke anknüpfen. Daher entschloss er sich zu einem Wechsel ins europäische Ausland und unterschrieb einen Vertrag bei Kärpät Oulu. Mit den Wieseln aus Oulu wurde er 2005 und 2007 Finnischer Meister, bevor er nach Tschechien zurückkehrte. Zwischen 2007 und 2013 ging für den HC Vítkovice Steel aufs Eis und wurde mit diesem Verein zweimal Vizemeister.
Im Juni 2013 ging er zu seinem Stammverein Jihlava zurück, der in der zweitklassigen 1. Liga spielte. Im Januar 2014 beendete Ujčík seine Karriere aufgrund einer Verletzung.
Im November 2014 wurde Ujčík dann Assistenztrainer bei der Herren- und der U20-Juniorenmannschaft von Jihlava und arbeitete in dieser Position bis zum Ende der Saison 2016/17. Anschließend war er ein Jahr lang Assistenztrainer beim BK Mladá Boleslav aus der Extraliga. Anschließend kehrte er zu Dukla Jihlava zurück und arbeitete dort wieder als Trainer. Im November 2019 wurde er zum Cheftrainer von Dukla befördert.

## International
Viktor Ujčík bestritt bei der U20-Junioren-Weltmeisterschaft seine ersten Spiele auf internationaler Ebene. Ab 1996 gehörte er zum Stammkader der tschechischen Auswahlmannschaft und wurde mit dieser 1996, 1999 und 2001 Weltmeister. Zudem gewann er bei der Weltmeisterschaft 1997 die Bronzemedaille. Insgesamt erzielte er 56 Tore in 162 Länderspielen für Tschechien und die Tschechoslowakei.

## Erfolge und Auszeichnungen
- 1996 Bester Torschütze der Extraliga
- 1998 Tschechischer Vizemeister mit dem HC Železárny Třinec
- 2005 Finnischer Meister mit Kärpät Oulu
- 2007 Finnischer Meister mit Kärpät Oulu
- 2011 Tschechischer Vizemeister mit dem HC Vítkovice Steel

### International
- 1996 Goldmedaille bei der Weltmeisterschaft
- 1997 Bronzemedaille bei der Weltmeisterschaft
- 1999 Goldmedaille bei der Weltmeisterschaft
- 2001 Goldmedaille bei der Weltmeisterschaft